# Tubo de lengüeta

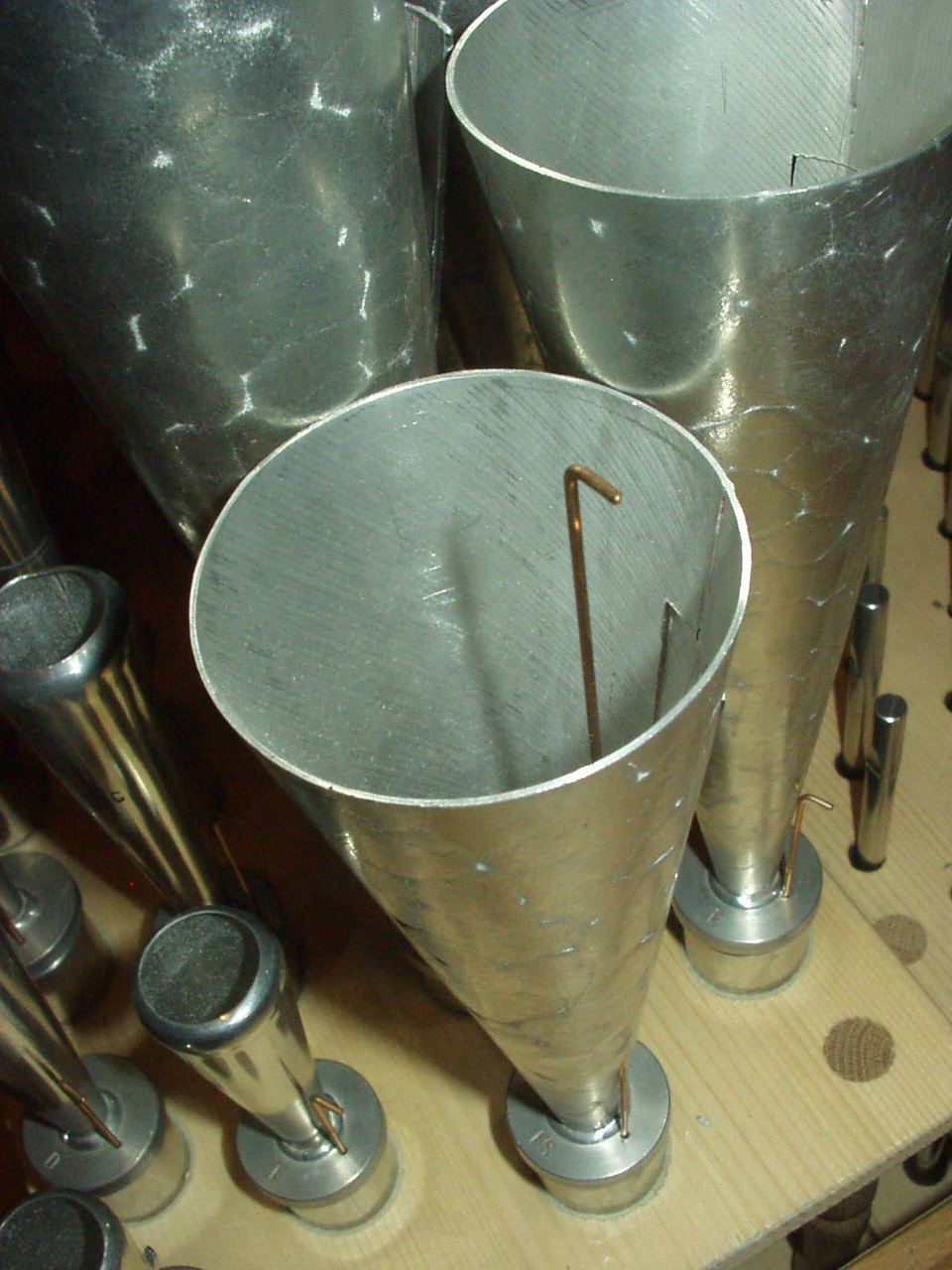
Distintos tubos de lengüeta con diferentes rasonadores. El alambre que sobresale de su cuerpo es para ajustar su afinación.

En un órgano el tubo de lengüeta se caracteriza por como lo indica su nombre tener una lengüeta cuyas características de longitud, elasticidad, y el tipo de material utilizado, le dará la altura correspondiente a la debida nota del mismo. El color del sonido como sus armónicos dependerá también del largo y forma de su resonador, pero el largo de éste no interviene en la altura de la nota resultante. A diferencia de los tubos de labio, el tubo de lengüeta no posee una boca, por lo tanto no existen tubos de lengüeta tapados completamente en su orificio superior, pero si existen tubos tapados parcialmente.

## Construcción
Los tubos de lengüeta tienen una construcción muy diferentes a los tubos de labio. En el pie del tubo, el aire a presión atraviesa una pieza semicilíndrica llamada chalote y una lengüeta. La lengüeta vibra, y la altura del sonido producido depende de la longitud de la pieza libre y de su elasticidad, es decir su grosor y el tipo de material utilizado. Pero el sonido dependerá también de la forma y la longitud del tubo superior, llamado resonador. Este resonador ayuda a la lengüeta a mantener su altura y selecciona los armónicos del sonido que se emite. En un tubo de lengüeta, el cuerpo solo funciona como resonador y no fija la frecuencia del sonido, a diferencia con los tubos de labio. Es posible construir un tubo de lengüeta que suene a la altura normal de 8', pero con resonadores de solo la mitad de la longitud normal.
Los tubos de lengüeta por lo general son de metal, aunque existen tubos de lengüeta con su resonador de madera. Los resonadores cilíndricos pueden ser abiertos o parcialmente cerrados, pero nunca cerrados totalmente. Los resonadores cónicos suelen ser abiertos, y el ángulo del cono, lo que quiere decir cuánto aumenta su anchura por cada unidad de longitud, puede variar. También se pueden encontrar combinaciones de conos cilíndricos, cónicos o invertidos.

### Resonadores

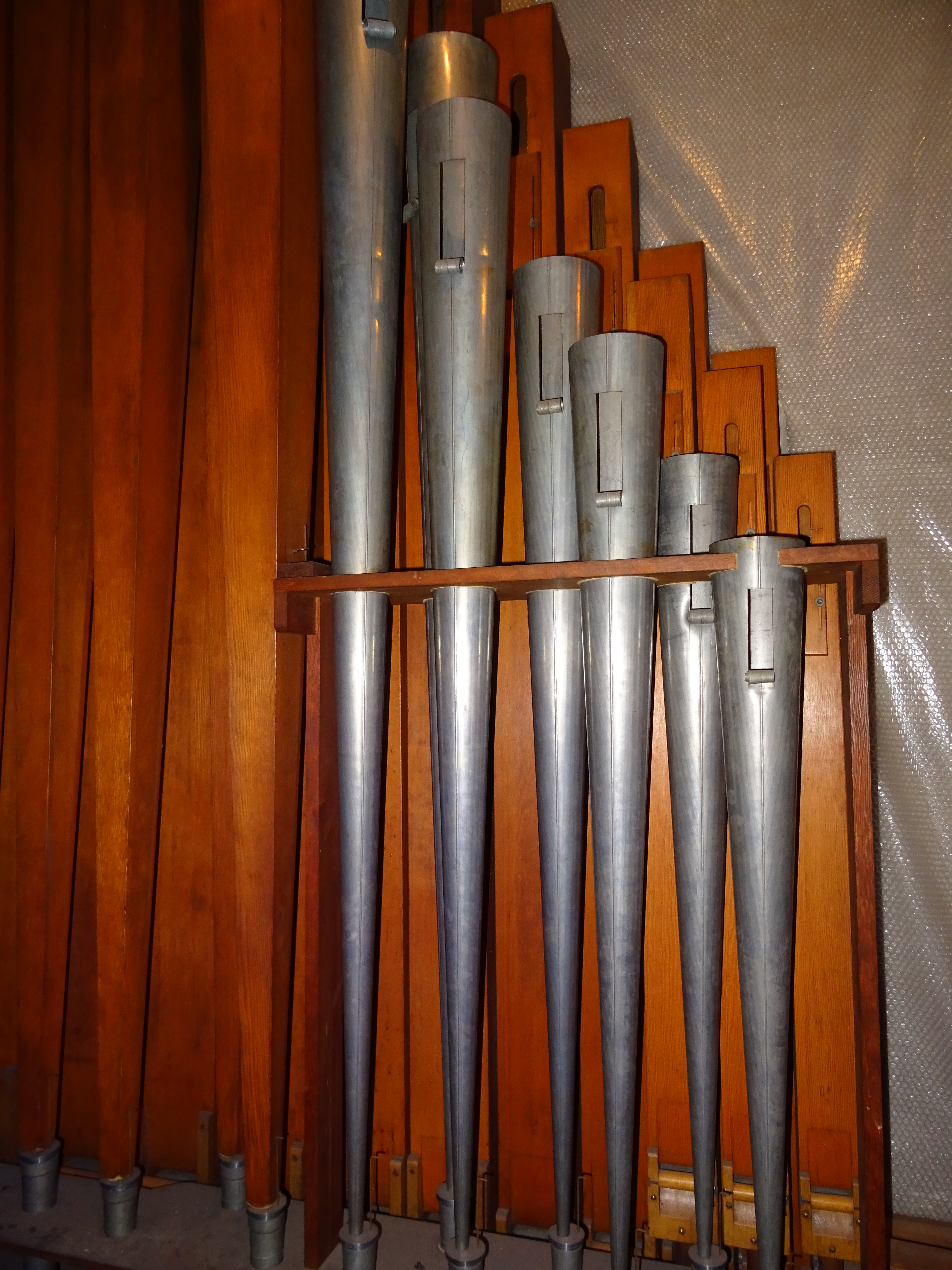
Existen tubos de lengüeta de metal, pero también se pueden encontrar lengüetas con resonador de madera.

La parte visiblemente más grande del tubo es su resonador, que no es esencial para la producción de sonido, por lo que es posible construir tubos de lengüeta sin resonadores. Estos tubos son extremadamente ricos en armónicos, los elementos de ruido de los tubos no están en absoluto atenuados, por lo que su sonido tiene algo de "salvaje" y "rústico" para algunos oyentes. Estos tubos muy pequeños con o sin accesorios se denominan Regal. Permiten una construcción de tubos extremadamente compactos para rangos de sonido relativamente bajos. Por esta razón, tradicionalmente han desempeñado un papel importante en la construcción de órganos pequeños, pero también de partes de órganos en espacios reducidos, como es el caso de los órganos positivos. Un órgano pequeño, que solo tiene unos pocos registros, también se denomina regal. En el siglo XVII, el regal era muy apreciado como instrumento de gran alcance, fácil de transportar gracias a su pequeño tamaño. Los registros de lengüeta se distinguen primero por si tienen resonadores, si tienen resonadores relativamente pequeños, o si tienen resonadores relativamente grandes. Un resonador funciona de forma similar a un megáfono: el sonido se intensifica ligeramente, pero al mismo tiempo, dependiendo de la forma y la longitud, adquiere un color específico. Cuanto más largo y estrecho sea el resonador, más se amortiguan las frecuencias parciales altas de las lengüetas. El diseño de estos resonadores no ha visto un límite, existiendo una gran gama de diseños para los mismos. Los organeros durante varios siglos han desarrollado una multitud de tipos de resonadores, entre ellos se encuentran los cilíndricos, cónicos, en combinaciones de los mismos, en forma de bobinas, con múltiples tubos insertados y reciprocantes, con aberturas en diferentes lugares y en diferentes formas y tamaños para amortiguar o resaltar rangos de frecuencia individuales y dar forma al sonido de los registros de lengüeta. Cuando los resonadores son de madera suelen tener una sección transversal horizontal cuadrada. A semejanza de las formas cilíndricas y cónicas de los resonadores metálicos, pueden construirse con lados casi paralelos o ensancharse a medida que se extienden desde la bota.

### Tubos cerrados

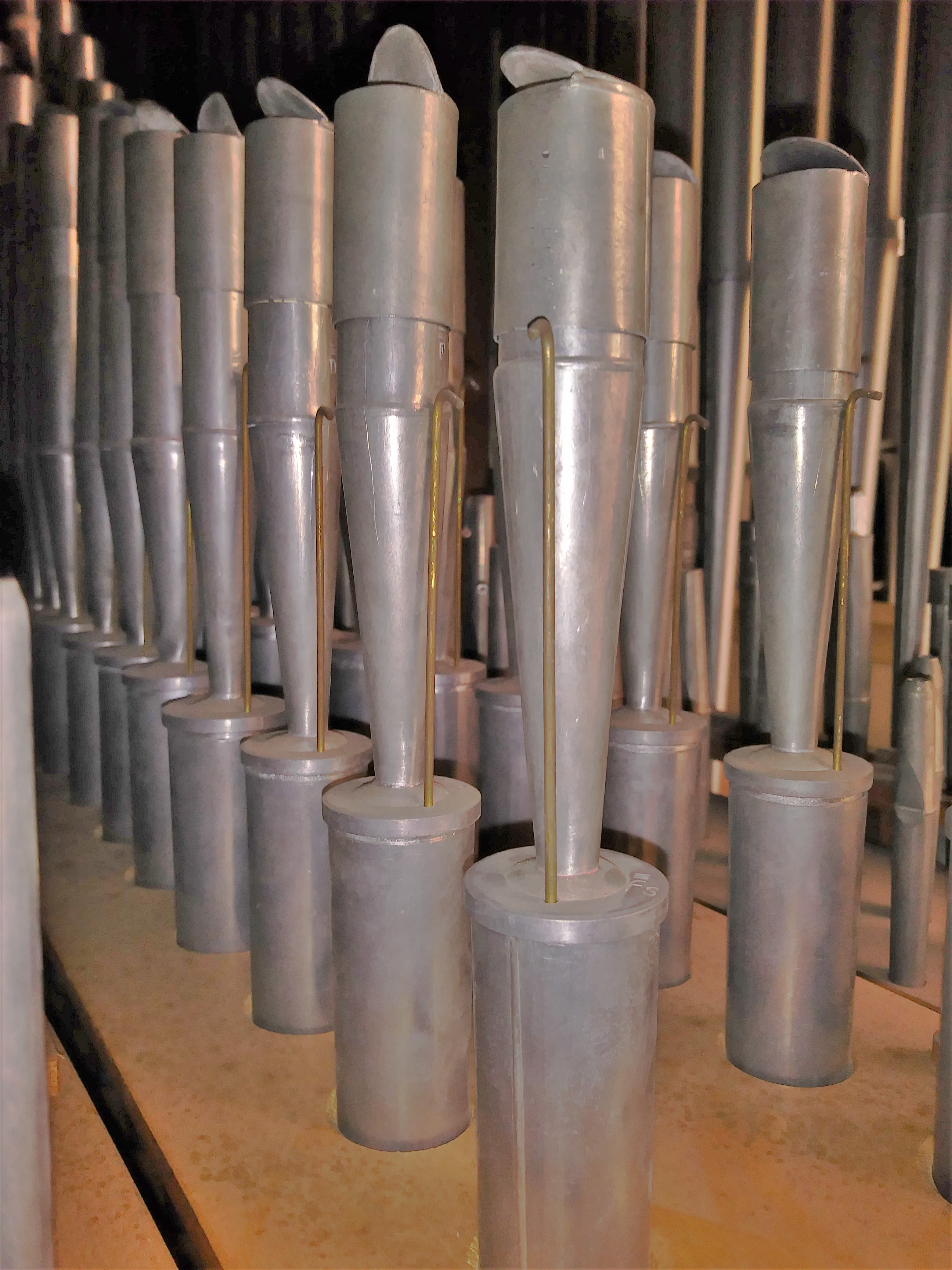
Tubos de lengüeta tapados parcialmente en su parte superior. La tapa cierra parcialmente el agujero de salida del aire.

Los tubos de lengüeta que están cerrados en sus extremos superiores se los conoce como stopped ranks, aunque la analogía con las flautas tapadas de labio es errónea, ya que un tubo de lengüeta completamente cerrado no sonaría en absoluto, por lo que están tapados de forma parcial, ya que debe haber una abertura en algún lugar para liberar el viento a la atmósfera. Forman una buena base para imitar sonidos de otros instrumentos o incluso la voz, porque a partir del material de partida de sus ricos armónicos, se puede filtrar un carácter de sonido específico más fácilmente que añadiendo una gama de armónicos, de un oboe o trompeta a un fundamental mediante la adición de múltiples tubos de flauta, aunque esto también se logró con los registros compuestos.

## Registros
Los registros de lengüeta suelen tener nombres que hacen referencia al sonido que imitan. Además de los instrumentos de viento, también existe uno que intenta simular a la voz humana, pero también existen registros especiales de sonidos de animales como el Bärpfeife, que "simula" el sonido de un oso. El sonido de los instrumentos de cuerda también se tomaba ocasionalmente como modelo como son los casos del Geigend Regal y Viola da gamba. Los registros con resonadores largos alcanzan dimensiones comparables a los registros con tubos de labios. La longitud de los registros de "trombón" y "clairón" es de dos tercios a aproximadamente la mitad, mientras que el registro de "fagot/oboe" es de un tercio a un cuarto de la longitud correspondiente a un tubo de labio. Un trombón de 8' puede tener una copa de seis pies, una trompeta de cuatro pies, y un fagot de aproximadamente tres pies. Lo que todos tienen en común es la forma cónica del resonador, si está hecho de metal. Los constructores de órganos desarrollaron resonadores más cortos y mucho más complejos para imitar la voz humana. Estos consistían principalmente en una combinación de secciones cortas cilíndricas y cónicas o bocinas; a menudo presentaban también un marcado estrechamiento en el extremo superior que filtraba ciertos armónicos agudos.
La trompeta (trompette o Trompete) es un registro de lengüeta cuyos tubos resonadores son cónicos, siendo la parte superior más ancha. Su longitud es la misma que de los tubos de labio que producen la misma nota, cuando un tubo de lengüeta tiene tal características se dice que su longitud es «normal». Suele haber más de una trompeta en un órgano, de diferentes alturas o ubicadas en diferentes manuales. Todas las trompetas se llaman en francés batterie, pero a veces esta rotulada como Ophycleide (cual traducción viene del instrumento figle). Las trompetas pueden ser de 8' o de 16', una octava más grave, que en alemán se la conoce como Posaune, pero también el registro a veces suele llamarse bombarde. Es uno de los registros más fuertes del órgano.
El registro Oboe esta presente frecuente en órganos sinfónicos, es un registro de lengüeta solista, construido con tubos resonadores de la misma longitud que las trompetas, pero estrechos en la base y con un cono más ancho en la parte superior, suelen estar divididos en dos registros, uno grave y otro agudo, al grave se lo conoce como fagot y su sonido es algo diferente. El fagot además suele tener un resonador más ancho que el Oboe.
En un tubo de lengüeta, el largo de su resonador no es lo que fija su frecuencia, sino la lengüeta, eso hace que sea posible construir un tubo de lengüeta que toque a la altura normal de 8', pero con resonadores de solo la mitad de la longitud normal, es decir la mitad de un tubo de labio de 8'. El "cromorne" o "Krummhorn"  se construye dándole al resonador una forma cilíndrica, haciendo un registro solista con un cálido y rico. Se encuentra a menudo en el teclado "positif". El período sinfónico de la segunda mitad del siglo XIX, modificó el cromorne, en especial su lengüeta para imitar al clarinete, dando así este nombre al nuevo registro. Al recortar el resonador en un tubo del registro cromorne, se pueden obtener registros diferentes, ya que esto produce una salida de mayor cantidad de armónicos. La voix humaine tiene un resonador cilíndrico muy corto y parcialmente tapado. Se suele tocar con el trémblant. La musette tiene un resonador construido con dos conos opuestos, y en ocasiones tiene lengüetas libres, lo que quiere decir que su lengüeta no toca el chalote al vibrar. El eufón tiene el mismo tipo de lengüeta, pero un resonador más largo.
El término regal o régale proviene de un instrumentos de teclado del siglo XIV al XV. Posteriormente un registro del órgano tomó ese término, ya que los tonos de esos tubos pretendían imitar a ese instrumento de teclado. Los tubos de lengüeta se caracterizan por tener resonadores cortos, a veces de formas irregulares, cuyo tono no se modifica en si por el resonador. Han sido muy usados en el norte de Alemania entre los años 1575 a 1700. Fue el registro de lengüeta más antiguo. Incluso existen registros sin resonador.
Los tubos de tipo lengüeta no son usuales en 2', porque un tubo de lengüeta agudo es difícil de construir y no se mantiene afinado. Por esta razón, los tubos más pequeños de los registros de trompeta o clarín, suelen sustituirse con tubos de labio. En algunos órganos los registros de lengüeta se colocan de forma horizontal, en la fachada del órgano, debajo de los principales. Siendo su sonido es más directo y la afinación se mantiene mejor. Cuando la disposición de los tubos esta así, se dice que están en "chamade". En los órganos románticos y sinfónicos, las lengüetas se han construido con resonadores del doble de longitud, y en ocasiones triple. Las trompetas o clarines con estos resonadores de doble longitud se denominan armónicos. Una trompeta se construye de madera o estaño.

## Funcionamiento
La lengüeta metálica flexible (generalmente de latón) produce el sonido del tubo interrumpiendo frecuentemente una corriente de aire que pasa entre la lengüeta y el chalote del cabezal. El tono así producido corresponde al tono propio de la lengüeta metálica. La corriente de aire dividida transporta y amplifica este sonido, y el resonador acoplado lo colorea amplificando o atenuando diferentes armónicos del espectro sonoro, dependiendo de su longitud y forma de este. La lengüeta produce una fundamental impactante y rica en armónicos. Además, existe un elemento de ruido característico, creado por el aleteo de la lengüeta vibrante en los bordes del chalote, es de allí de donde proviene el término "lengüeta batiente", que amplifica y contribuye sustancialmente al característico zumbido.

## Ajustes y afinación

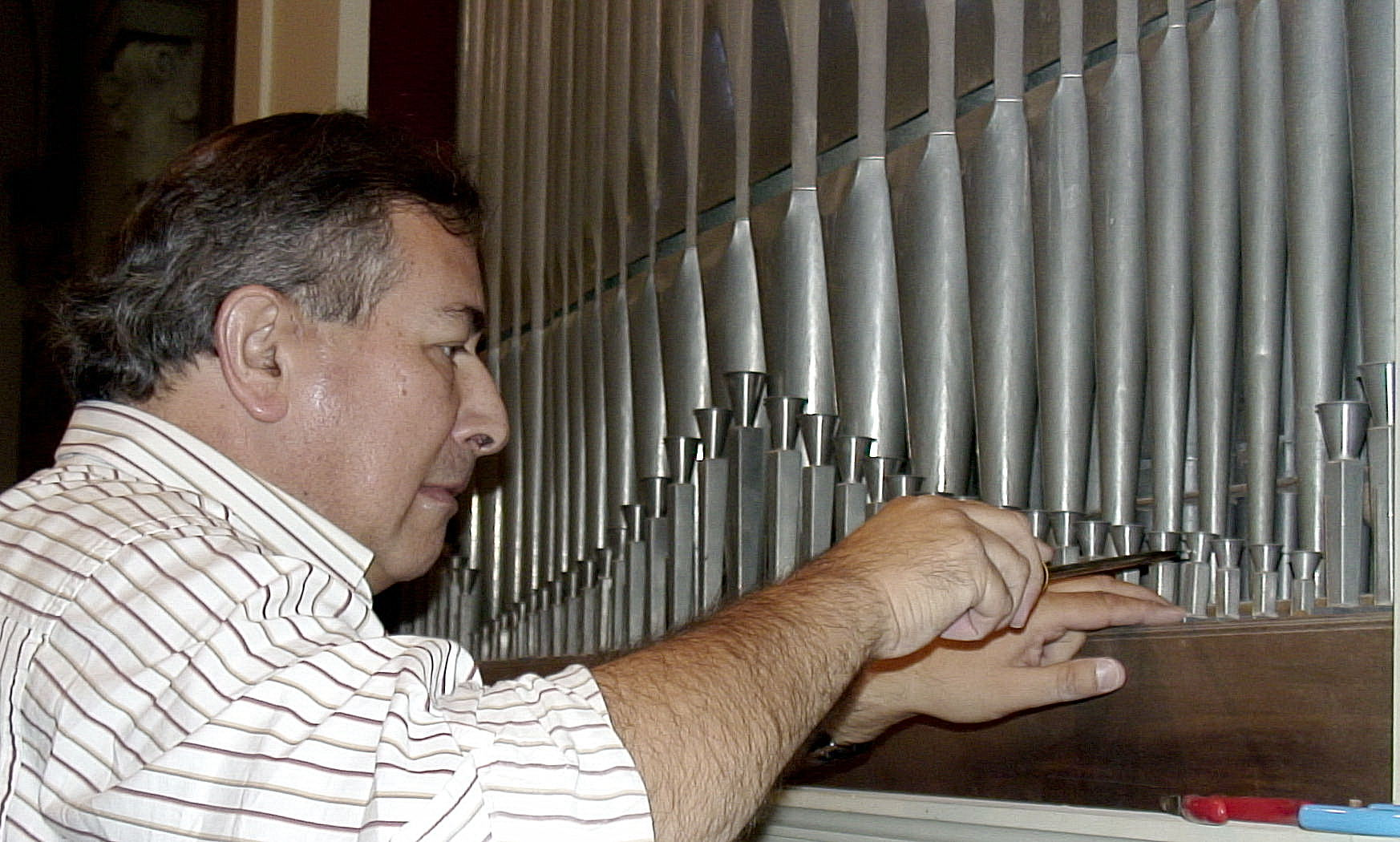
Afinación de un pequeño tubo de lengüetas.

La construcción y el uso de registros de lengüetas generaron ciertos problemas. Muchos organeros se mostraron reacios a ofrecer registros de lengüeta en grandes cantidades y muchos de los instrumentos, especialmente los más pequeños, no tienen ningún registro de lengüeta. La razón fue su reacción al cambio de temperatura: los registros de labio reaccionan de manera diferente, ya que su tono cambia a razón de los cambios en la temperatura ambiente, mientras que las lengüetas permanecen en gran medida estables. Por lo tanto, el cambio de estaciones obligaba al organista a re-afinar los tubos: en teoría, los labiales, ya que se desafinaban, pero lo hacían casi de forma uniforme en su totalidad, por lo que en realidad lo que se terminaba haciendo es afinar (desafinar ligeramente), las lengüetas para disminuir la carga de trabajo. Por lo tanto si una iglesia no contaba con un organista designado de manera permanente, o no encontraba a alguien familiarizado con la afinación del órgano, a menudo era prudente abstenerse de utilizar registros de lengüeta.
Sin embargo, para los órganos grandes en las iglesias, las lengüetas se consideraban indispensables. Los órganos italianos o del sur de Alemania solían tener solo unos pocos registros de lengüeta, pero un órgano francés adecuado estaba incompleto sin una trompeta de 8' en cada manual, un clarinete de 4' en el pedal, además de una bombarda de 16' (para el Grand Jeu) y al menos un registro solista: cromorne de 8', voix humaine de 8' o hautbois de 8'. Casi ningún órgano español carece de trompeta. Los efectos sonoros que posibilitan las lengüetas francesas también impresionaron a numerosos constructores de órganos en Inglaterra como el Cremona 8', que viene del francés Cromorne, mientras que en Alemania aparecen en importantes organeros del siglo XVIII, como Riepp (Ottobeuren), J.A. Stein (Augsburgo, Barfüßer) y la familia Silbermann (Freiberg, Dresde).
Un organero profesional es la única persona que debe ajustar los tubos de lengüeta, ya que los tubo de lengüeta son frágiles, un mal ajuste hecho por una persona sin la práctica necesaria puede ocasionar graves daños en el tubo. Estos tubos suelen tener una voluta de afinación. Algunos tubos de lengüeta cerrados tienen una tapa metálica fijada en 1/2 a 2/3 de sus bordes. La parte suelta se puede subir o bajar, pero esto afecta al  timbre, siendo un método de afinación desaconsejable. La afinación también se puede ajustar subiendo o bajando el alambre de afinación. A medida que el alambre se mueve, la longitud de la lengüeta que vibra cambia y la afinación se ve afectada.